# Споменик палим обалским радницима
Споменик палим обалским радницима је споменик у Београду. Налази се на Савском пристаништу у Карађорђевој улици, општини Стари град.

## Подизање споменика
Споменик је израђен у бронзи, а његов аутор је југословенски и српски вајар Радета Станковић. Постављен је 1952. године, а посвећен је обалским радницима који су погинули током Народноослободилачке борбе народа Југославије 1941—1945. године. Споменичка целина се састоји од постоља и бронзаног споменика.